# Redhead Express

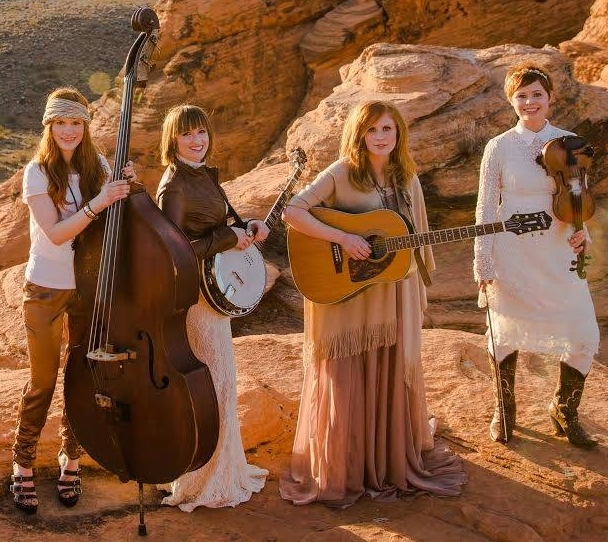
Les membres du groupe Redhead Express prennent la pose avec leurs instruments lors du tournage de leur clip vidéo dans la région de l'Utah.

Les Redhead Express sont un groupe américain de musique country composé de quatre sœurs : Kendra (chanteuse principale, compositrice et guitariste), Alisa (deuxième chanteuse principale et baryton qui joue du violon et de la mandoline), LaRae (qui joue du banjo, du dobro et de la guitare et qui chante les harmonies ténor) et Meghan Walker (harmonies basse et ténor).

## Discographie

### Albums
- Remember Your Roots (2014)
- Covers (2014)